# Rio Lajes
O rio Lajes é um rio brasileiro que banha o estado de Sergipe.
É um dos principais afluentes do rio Sergipe, pela margem direita.